# Sauvigny-le-Bois
Sauvigny-le-Bois är en kommun i departementet Yonne i regionen Bourgogne-Franche-Comté i norra Frankrike. Kommunen ligger i kantonen Avallon som tillhör arrondissementet Avallon. År 2022 hade Sauvigny-le-Bois 739 invånare.

## Befolkningsutveckling
Antalet invånare i kommunen Sauvigny-le-Bois
| Referens: INSEE |